# Köpings revir
Köpings revir var ett skogsförvaltningsområde som omfattade dels Gamla Norbergs bergslag, Vagnsbro härad, Skinnskattebergs bergslag samt Åkerbo och Snevringe härad av Västmanlands län med undantag av de områden av Skinnskattebergs, Heds och Västra Skedvi socknar, som tillhörde Uttersbergs kronopark i Grönbo revir; dels ock de områden av Avesta, Grytnäs och Folkärna socknar i Folkare härad av Kopparbergs län, som tillhörde Bjurfors kronopark. Reviret var indelat i fyra bevakningstrakter. Det omfattade (1905) 121 allmänna skogar, tillsammans 21 212 hektar, varav en kronopark, Bjurfors, om 6 651 hektar, vilken bildade självständigt förvaltningsområde.